# 1796
Промислова революція •  Просвітництво • Російська імперія • Французька революція

## Геополітична ситуація
В Османській імперії султан Селім III (до 1807). Під владою османів перебувають Близький Схід та Єгипет, Середземноморське узбережжя Північної Африки, частина Закавказзя, значні території в Європі: Греція, Болгарія і Сербія. Васалами османів є Волощина та Молдова.
Священна Римська імперія охоплює, крім німецьких земель, Угорщину з Хорватією, Трансильванію, Богемію, Північну Італію. Імперію очолює Франц II (до 1835). У Пруссії править Фрідріх-Вільгельм II (до 1797).
У Французькій республіці почався період Директорії. Франція має колонії в Північній Америці та Індії. Король Іспанії — Карл IV (до 1808). Королівству Іспанія належать південь Італії, Нова Іспанія, Нова Гранада, Віцекоролівство Перу, Внутрішні провінції та Віцекоролівство Ріо-де-ла-Плата в Америці, Філіппіни. У Португалії королює Марія I (до 1816). Португалія має володіння в Бразилії, в Африці, в Індії, в Індійському океані й Індонезії. На троні Великої Британії сидить Георг III (до 1820). Британія має колонії в Північній Америці, на Карибах та в Індії.
Сполучені Штати Америки займають територію частини колишніх британських колоній. На посаді президента США Джон Адамс змінив Джорджа Вашингтона. Територія на півночі північноамериканського континенту, що належить Великій Британії, розділена на Нижню Канаду та Верхню Канаду, територія на півдні та заході континенту належить Іспанії й Франції.
У нижніх землях встановилася Батавська республіка. Вона має колонії в Америці, Індонезії та на Формозі. Король Данії та Норвегії — Кристіан VII (до 1808), на шведському троні сидить Густав IV Адольф (до 1837). На Апеннінському півострові незалежні Венеційська республіка та Папська область. Річ Посполита розділена між Австрією, Пруссією та Російською імперією.
На троні Російської імперії Катерину II змінив Павло I (до 1801).
Україну розділено між двома державами. Королівство Галичини та Володимирії належить Австрії. Правобережжя, Лівобережжя та Крим належать Російській імперії. Задунайська Січ існує під протекторатом Османської імперії.
В Ірані при владі Каджари. Імперія Маратха контролює значну частину Індостану. Зростає могутність Британської Ост-Індійської компанії. У Бірмі править династія Конбаун. У Китаї володарює Династія Цін. У Японії триває період Едо.

## Події

### В Україні
- 28 січня на українських землях створені Волинська, Київська, Малоросійська, Новоросійська і Подільська губернії.
- Коштом графа Станіслава Щенсного Потоцького заклали найстаріший дендропарк України — «Софіївка».

### У світі
- 6 лютого китайський імператор Хунлі зрікся у віці 84 років на користь свого сина Юн'яня
- Французькі революційні війни:
  - 15 лютого британці захопили Цейлон у Батавської республіки.
  - 2 березня французький генерал Наполеон Бонапарт отримав призначення головнокомандувачем так званої Італійської армії.
  - 12 квітня Наполеон Бонапарт отримав свою першу перемогу як командувач у битві при Монтенотте.
  - 26 квітня французи проголосили на підкорених територіях Республіку Альба, яка проіснувала лише два дні, бо за перемир'ям у Кераско король Сардинії Віктор-Амадей III здобув контроль над усім П'ємонтом.
  - 10 травня Наполеон Бонапарт розгромив ар'єргард австрійців у битві при Лоді. Як наслідок утворилися Циспаданська та Транспаданська республіки.
  - 15 травня французи захопили Мілан.
  - 1 червня війська Наполеона вторглися у Венеційську республіку.
  - 23 червня Наполеон захопив Папську державу. Папа Пій VI підписав у Болоньї перемир'я, за умовами якого зобов'язався виплатити контрибуцію.
  - 29 липня австрійська армія перейшла через Альпи й захопила Ріволі й Верону.
  - 4 серпня Наполеон завдав поразки австрійцям у битві біля Лонато, а 5-го у битві біля Кастільйоне. Австрійська спроба зняти облогу Мануї зазнала невдачі.
  - 8 вересня французи здобули перемогу над австрійцями у битві біля Бассано.
  - 12 листопада Наполеон зазнав своєї першої поразки у битві біля Калдьєро.
  - 17 листопада Італійська армія Наполеона виграла бій під Арколе.
  - Почалася Англо-іспанська війна.
- 10 травня російські війська взяли штурмом Дербент.
- 1 червня Теннессі прийнято до США як 16-й штат.
- 8 липня видано перший паспорт громадянина США.
- 11 липня Детройт за умовами Договору Джея перейшов у розпорядження США.
- 2 вересня проголошено емансипацію євреїв у Батавській республіці.
- 17 вересня Джордж Вашингтон звернувся до американської нації з прощальною промовою — він відмовився висувати свою кандидатуру втретє.
- 6 листопада померла російська імператриця Катерина II, її спадкоємцем став Павло I.
- 3 листопада Джон Адамс переміг Томаса Джефферсона у виборах президента США.
- У Піднебесній почалося Повстання секти Білого лотоса.

### Наука та культура
- Дженнер Едворд винайшов вакцинацію від віспи.
- Йоганн Вольфганг фон Ґете вперше вжив термін морфологія.
- Мунго Парк першим із європейців добрався до берегів Нігеру.
- Медаль Коплі отримав Джордж Атвуд за дослідження стійкості тіл, що плавають на поверхні рідини.
- Джейн Остін почала писати «Гордість і упередження».

### Засновані
- Болонська Республіка
- Транспаданська республіка
- Циспаданська Республіка
- Білоруська губернія
- Владимирська губернія
- Вологодська губернія
- Калузька губернія
- Костромська губернія
- Литовська губернія
- Орловська губернія
- Пензенська губернія
- Рязанська губернія
- Симбірська губернія
- Тамбовська губернія
- Тверська губернія
- Теннессі
- Тобольська губернія

### Зникли
- Афшариди
- Болонська Республіка
- Англо-Корсиканське королівство
- Волинське намісництво
- Вологодське намісництво
- Кавказьке намісництво
- Катеринославське намісництво
- Київське намісництво
- Курляндське намісництво
- Новгород-Сіверське намісництво
- Новгородське намісництво
- Псковське намісництво
- Таврійська область
- Тверське намісництво
- Харківське намісництво
- Південно-західні території США (1790-1796)
- Голландський Цейлон

## Народились
Дивись також Категорія:Народились 1796
- 1 червня — Ніколя Леонар Саді Карно, французький фізик, один з основоположників термодинаміки

## Померли
Дивись також Категорія:Померли 1796
- 17 листопада — Катерина ІІ, російська імператриця
- 11 грудня — Йоганн Даніель Тіциус, німецький астроном, фізик і біолог